# La Voulte-sur-Rhône
 La Voulte-sur-Rhône  là một xã ở tỉnh Ardèche, vùng Auvergne-Rhône-Alpes ở đông nam nước Pháp.